# Fool Moon
A Fool Moon Magyarország első kifejezetten pop-acappella módon éneklő együttese, amely 2001-ben alakult Szegeden. A Fool Moon koncertjeinek, tévés szerepléseinek, kulturális tevékenységének és saját nemzetközi acappella fesztiváljának köszönhetően a könnyűzenei acappella éneklés igen népszerűvé vált a magyar közönség körében.
Eddigi pályafutásuk alatt 7 nagylemezt, 13 nemzetközi és magyar díjat, számos jelölést, elismerést, és a hazai zenei élet legnagyobb előadóival közös együttműködést mondhatnak magukénak.
Nevükhöz fűződik a magyar popzene történetének első, rádiók által is játszott pop-acappella slágere is, a „Kettesben jó”, amely a Sherlock Holmes nevében című ifjúsági film végefőcím-dalaként csendült fel a hazai és külföldi mozikban.
Ugyancsak a Fool Moon az első acappella formáció, mely A Dal c. Eurovíziós dalválogatóban szerepelt. Az együttes a második helyezésig menetelt saját, It Can't Be Over c. dalával, amely által az egész ország megismerhette őket és a műfajt.
2012 végén Takács Nikolas-szal, közös adventi turnéjukkal és Music & Soul című lemezükkel a hazai toplisták élére kerültek.
2014-ben az együttes bekerült A Dal Eurovíziós nemzeti dalválasztó show döntőjébe It Can't Be Over című dalával, majd 2015-ben a Back to Right című dalával.
2014 végén megjelenik legújabb albumuk Kettesben jó (2014, Schubert Music Publishing) címmel, melyre az együttes az elmúlt 14 év közreműködéseit rögzítette neves magyar előadókkal. A Hello.tourist! című átdolgozást a CASA 2015-ben CARA-díjra jelölte, Legjobb Humoros Dal kategóriában.
2015-ben a Fool Moon Szeged kultúrájáért végzett munkájáért Kölcsey-éremben részesült, és ugyanebben az évben elnyerte a Best of Budapest díjat is.
2016 végén a Fool Moon egy budapesti, születésnapi nagykoncerttel ünnepelte 15 évnyi sikeres pályafutását.
2017-ben 170, majd 2018-ban 180 induló közül kategóriájában a Fool Moon nyerte az I. és II. Moszkvai Tavaszi Fesztivál és Acappella Verseny I. helyezését.
2019-ben a Return 2 Acappelland album 2 CARA-díjat is nyert, valamint jelölést kapott Fonogram-díjra.
2020-ban a CASA két videójukat is jelölte AVA-díjra (Acappella Video Award 2020/21), amelyből a Stairway to Heaven elnyerte a Best Rock Video díjat.

## Tagok (jelenlegi)
Vavra Bence – tenor (2017-): 1994. január 30-án született Szegeden. Az alap- és középfokú tanulmányai alatt a művészet, pontosabban a zene és a színház felé orientálódott, ám a felsőfokú tanulmányait már közgazdaságtan szakon végezte. 2013 óta aktív szereplője a magyar zeneiparnak, többször is ért el sikereket A Dal című műsorban, 2017-től a Fool Moon tagja.
Mészáros Tamás – tenor (2009-): 1983. február 4-én született Kapuváron. Zenei pályája kezdetén a Kapuvári Haydn Vegyeskarban énekel, majd az általuk megrendezett komoly- és könnyűzenei karácsonyi hangversenyeken rendszeresen vállal szóló, duett és vokál szerepeket. 2002-ben a győri „Kisfaludy Napok Megyei Művészeti Fesztivál” énekversenyén arany oklevelet szerez pop-rock-táncdal kategóriában, ezután a Dr. Lauschmann Gyula Jazz Szakközépiskolában folytatja tanulmányait jazz-ének szakon, ahol Pocsai Krisztina, Pély Barnabás és Kiss Noémi a tanárai. 2008-ban felvételt nyer a Liszt Ferenc Zeneművészeti Egyetem jazz-ének szakára. 2008-ban a Fool Moon vokálegyüttes tenorja lesz, melynek köszönhetően ismert hazai és külföldi művészekkel dolgozhat együtt. Jelenleg is több formációban és műfajban alkot mint szóló- és sessionénekes, vokalista, zongorista, mellette aktív énektanár.
Molnár Gábor – tenor, alapító tag (2001-): 1974. február 5-én született Szegeden. A zenei általános iskola elvégzése után klarinét szakon végez a szegedi Liszt Ferenc Konzervatórium klarinét szakán, majd innen felvételt nyer a JGYTF ének-zene karvezetés szakára. Komolyzenei tanulmányai alatt érdeklődése inkább a könnyűzene irányába fordul, számtalan diákzenekarban énekel és szaxofonozik. Főiskolai tanulmányai alatt és után komolyabban kezdi érdekelni a zeneszerzés, hangszerelés és különböző stúdiómunkák, amelyekkel ma is napi szinten foglalkozik. Az a cappella iránti érdeklődését főleg Bobby McFerrinnek és a Take 6-nek köszönheti.
Wodala Barnabás – bariton (2002-): 1979. január 13-án született Szegeden. Zenei általános iskolai tanulmányai után a szegedi Ifjú Zenebarátok Kórusának tagjaként lép fel rendszeresen Magyarországon és külföldön. 1996-98 között az Arczok együttes énekese lesz. Egyetemi tanulmányai mellett jazz-éneket tanul, majd három társával megalakítják a White Coffee énekegyüttest, mellyel egy franciaországi jazz fesztiválon is fellépnek. 1998-ban részt vesz a szegedi Victoria Kamarakórus alapításában, 1999-2004 között pedig a Sic! énekegyüttesben énekel, melyhez a későbbiekben Miklós is csatlakozik. 2002 óta a Fool Moon tagja.
Németh Miklós – basszus, alapító tag (2001-): 1976. április 15-én született Szentesen. 9 éves korában kezd el zongorázni, később énekelni. Gimnáziumi évei során tagja lesz az Adam 30 nevű alterrock együttesnek szintetizátorosként, első hangszereléseit az iskolakórusnak készíti. A JGYTF ének-zene-karvezetés szakára nyer felvételt, ahol megismerkedik Gáborral és Ignáccal, tőlük hallja először a Take 6 felvételeit. Főiskola alatt különböző formációkban zongorista és vokalista, kórusokban énekel, később zeneelméletet és szolfézst tanít, korrepetitor, majd a PTE Művészeti Karán tanul tovább. 2001-ben megalapítják a Fool Moont, így zenei karrierje a könnyűzenei vokális hangszerelésre koncentrálódik. 2008 óta a Bon-Bon állandó zongoristája, 2015 óta a holland Rock4 basszusa.
Gáti Péter – hangmérnök (2007-)
Kiss Anikó – management, booking (2014-)

## Közreműködések
Több mint 20 éves pályafutásuk alatt együtt dolgoztak a legismertebb hazai előadókkal, többek között Presser Gáborral (1 koncert), Zsédával (Ünnep), Szolnoki Péterrel (Bon-Bon: Dupla élvezet), Malek Andreával (Retúr), Szekeres Adriennel (Olyan mint te), Szirtes Edina „Mókus”-sal, Kováts Krisztával (Arany-óra), a Magna Cum Laudéval (Magnatofon), Laár Andrással, vagy Edvin Martonnal.
Ezeket a dalokat a Kettesben jó c. lemezükön rögzítették.
2008-ban a Fool Moon képviselte Magyarországot Csézy háttérénekeseiként a belgrádi Eurovíziós Dalfesztiválon, 2016-ban pedig Freddie vokalistáiként a stockholmi Eurovíziós Dalfesztiválon.

## Fellépések
Számos külföldi fesztivál állandó résztvevői, melyek alkalmával közösen léptek fel a nemzetközi acappella éneklés sztárjaival (New York Voices, The Swingles, Rock4, Acappella ExpreSSS, Vocal Sampling, Idea of North, Naturally7). Fennállásának 20 éve alatt a Fool Moon 15 országban koncertezett, többek között Tajvanban, Japánban, Kínában, Dél-Koreában, Szingapúrban, Oroszországban, Spanyolországban, Olaszországban, Németországban és Hollandiában is.

## Kulturális tevékenységek
A Fool Moon 2002 óta több mint 1000 alkalommal tartott előadást az acappella éneklés történetéről az ország szinte minden megyéjében, a Filharmónia Magyarország rendezésében, 6-18 éves diákok számára.

## Fool Moon Nemzetközi Acappella Fesztivál (2005-)
A vokális zene népszerűsítése céljából 2005-ben, Szegeden életre hívták az első magyarországi acappella ünnepet, a “Fool Moon” Nemzetközi Acappella Fesztivált, ahol minden évben vendégül látják a nemzetközi és magyar acappella élet legnevesebb együtteseit, valamint bemutatkozási lehetőséget biztosítanak a feltörekvő, hazai tehetségeknek is.

## Díjak, jelölések
- 2025 – A CASA Acappella Video Award odaítélése a Best Funk/Disco Video kategóriában az (I've Had) The Time of My Life feat. Nika klipért (videó: Molnár Gábor).
- 2024 – 4 AVA-jelölés (Acappella Video Awards) – (I've Had) The Time of My Life feat. Nika, Best Show Tunes/Soundtrack/Theme Song Video, Best Pop Video, Best Funk/Disco Video, Outcasting Special/Visual Effects
- 2023 – Fonogram-díj jelölés – “A szürke patás / A Cradle In Bethlehem / All I Want for Christmas Is You (Schubert Music Publishing)” – az év hazai kortárs szórakoztatózenei albuma vagy hangfelvétele.
- 2021 – A CASA Acappella Video Award odaítélése a Best Rock Video kategóriában[9] a Stairway to Heaven[10] klipért (videó: Molnár Gábor, arr. Németh Miklós).
- 2020 – 2 AVA-jelölés[11] (Acappella Video Awards), a Legjobb Vizuális Effektek kategóriában (Neverending Story, videó: Molnár Gábor, arr. Németh Miklós), és a legjobb Rock Videó kategóriában (Stairway to Heaven, videó: Molnár Gábor, arr. Németh Miklós)
- 2019 – 2 CARA-díj, a Legjobb Folk/World Dal kategóriában (Duna vizén..., Szirtes Edina Mókus, arr. Németh Miklós), és a Legjobb Funk/Disco Dal kategóriában (Derzhi, Dima Bilan, arr. Molnár Gábor)
- 2019 – Return 2 Acappelland c. lemez Fonogram-díj jelölés az Év Legjobb Szórakoztató Zenei Albuma kategóriában[12]
- 2018 – Moscow Spring Acappella Verseny 1. helyezés
- 2017 – Moscow Spring Acappella Verseny 1. helyezés
- 2015 – CARA jelölés[13] a Legjobb Humoros Dal kategóriában (Hello.tourist!, arr. Németh Miklós)
- 2015 – Best of Budapest díj
- 2015 – Szeged Város Kölcsey-érme az együttes kulturális tevékenységéért[14]
- 2013 – Music & Soul c. lemez Fonogram-díj jelölés[15]
- 2010 – A Legjobb Átirat díja (Szerelem, szerelem), Solevoci International Acappella Contest
- 2008 – CARA jelölés a Legjobb Folk/World Dal kategóriában (Szerelem, szerelem, arr. Németh Miklós)
- 2006 – Taiwan International Acappella Award
  - 1. díj
  - A Legjobb Szólista díja (Czutor Ignác)
  - A Legjobb Átirat díja (Németh Miklós, a Szerelem, szerelem c. szerzeményért)
- 2006 – Taiwan International Acappella Award
- 2005 – Ward Swingle Award 1. helyezés
- 2003 – Ward Swingle Award 3. helyezés

## Lemezek

### 2018Return 2Acappelland(LP, Schubert Music Publishing)
1. Attention (Charlie Puth/Jacob Kasher, arr. Molnár Gábor)
2. Locked Out of Heaven (Bruno Mars/Philip Lawrence/Ari Levine, arr. Németh Miklós)
3. I’m Yours (Jason Mraz, arr. Molnár Gábor)
4. Duna vizén… (Népdal) (János Arany/Edina Szirtes ‘Mókus’, arr. Szirtes Edina & Németh Miklós)
5. It’s Probably Me (Sting/Eric Clapton/Michael Kamen, arr. Németh Miklós)
6. Moscow Nights (Подмосковные вечера – Mikhail Matusovsky/Vasily Solovyov-Sedoi, arr. Molnár Gábor)
7. Derzhi (Держи – Dima Bilan, arr. Molnár Gábor)
8. Take a Bow (Madonna/Kenneth Edmonds, arr. Németh Miklós)
9. A csitári hegyek alatt feat. Veres Mónika 'Nika' (Traditional/Miklós Németh/Edina Szirtes ’Mókus’, arr. Németh Miklós)
10. Can’t Stop The Feeling (Justin Timberlake/Max Martin/Johan Schuster, arr. Németh Miklós)
11. Don’t Worry (Teddy Sky/Johnny Powers Severin/Ray Dalton/Madcon, arr. Németh Miklós)
12. UpTown Funk! (Mark Ronson/Philip Lawrence/Jeff Bhasker/Bruno Mars, arr. Molnár Gábor)
13. Wedding Day (Acappella/Russell Brent Lamb, arr. Németh Miklós)

### 2014Kettesben jó(LP, Schubert Music Publishing)
1. Kettesben jó (Molnár Gábor – Rácz Gergő/Szente Vajk)
2. Back 2 Right (Molnár Gábor/Kasai Jnofinn)
3. Multimilliomos jazzdobos feat. Puskás Peti (Novai Gábor/Fenyő Miklós, arr. Molnár Gábor)
4. Elizabet feat. Laár András (Laár András, arr. Molnár Gábor)
5. A csúnya fiúknak is van szíve feat. The Fake Pressers (Presser Gábor/Sztevanovity Dusán, arr. Németh Miklós)
6. It Can't Be Over (Bella Máte – Rácz Gergő/Galambos Attila – Szente Vajk)
7. Hello.tourist! feat. Acappella Fellows (Hegyi György – Hajós András – Faltay Csaba – Fekete-Kovács Kornél – Verasztó Gyula, arr. Németh Miklós)
8. Hopelessly Devoted To You feat. Hien (John Farrar, arr. Molnár Gábor)
9. Mikor feat. Czutor Zoltán (Czutor Zoltán, arr.: Németh Miklós)
10. Népdal feat. Kováts Kriszta (Szirtes Edina „Mókus”/Arany János, arr. Szirtes Edina/Németh Miklós)
11. Ébredés feat. Kovács Nóri (Trad./Kovács Nóri – Németh Miklós, arr. Németh Miklós)
12. Köszönöm, hogy vagy nekem feat. Szolnoki Péter (Szolnoki Péter – Török Tamás/Duba Gábor, arr. Németh Miklós)
13. Olyan, mint te feat. Szekeres Adrien (Kiss Gábor/Szabó Ágnes, arr. Németh Miklós)
14. Várj, míg felkel majd a nap feat. Malek Andrea (Demjén Ferenc – Lerch István, arr. Németh Miklós)
15. Ha eljönnek az angyalok feat. Szirtes Edina „Mókus” (Presser Gábor/Sztevanovity Dusán, arr. Németh Miklós)

### 2012Music & Soul(LP, Takács Nikolas & Fool Moon)
1. Jingle Bells (James Lord Pierpont, arr.: Neri per Caso)
2. Change The World (Tommy Sims, Gordon Kennedy, Wayne Kirkpatrick, arr.: Miklos Nemeth)
3. A boldogság te vagy (Szabó Zé, Gém Zoltán, arr.: Miklos Nemeth)
4. Have Yourself a Merry Little Christmas (Ralph Blane, Hugh Martin)
5. Oh Happy Day (Edward Francis Rimbault, Philipp Doddridge, arr.: Edwin Hawkins, arr.: Miklos Nemeth)
6. Mindenen át (Gergo Szakacs)
7. Gone Too Soon (Larry Grossman, Buz Kohan, arr.: Gabor Molnar)
8. The Light Of My Dream (Norbert Kardos, Nikolas Takacs/Viktor Simon)
9. A zene kísér majd az úton (Nikolas Takacs, Norbert Kardos/Marton Lombos, arr.: Miklos Nemeth)
10. Hallelujah (Leonard Cohen, arr.: Miklos Nemeth)

### 2012GeorgeMichaelJackson5(LP, MDB Records)
1. Blame It On The Boogie (The Jackson 5 – Mick Jackson/The Jacksons, arr. Rácz Gergő)
2. Edge Of Heaven (Wham! – George Michael, arr. Molnár Gábor)
3. Freedom (Wham! – George Michael, arr. Németh Miklós)
4. As (Stevie Wonder, arr. Németh Miklós)
5. Rock With You (Rod Temperton, arr. Németh Miklós)
6. Wake Me Up Before You Go-Go (George Michael/Wham!, arr. Németh Miklós)
7. Freedom! '90 (George Michael, arr. Németh Miklós)
8. The Way You Make Me Feel (Michael Jackson, arr. Németh Miklós)
9. ABC/I Want You Back (The Corporation, arr. Németh Miklós)
10. I'm Your Man (George Michael/Wham!, arr. Molnár Gábor)
11. Gone Too Soon (Larry Grossman/Buz Kohan, arr. Molnár Gábor)

### 201010 years(Csak Taiwanban kiadott lemez)
1. Gone Too Soon (Larry Grossman/Buz Kohan, arr. Molnár Gábor)
2. I want you back/ABC (The Corporation/The Jackson 5, arr. Németh Miklós)
3. Got My Mind Set On You (Rudy Clark/George Harrison, arr. Németh Miklós)
4. Edge Of Heaven (George Michael/Wham!, arr. Molnár Gábor)
5. Szerelem, szerelem… [Love, love…] (Traditional/Miklós Németh)
6. La Belle Dame Sans Regrets (Sting/Dominic Miller, arr. Németh Miklós)
7. Alane (Michael Sanchez/Wes Madiko, arr. Molnár Gábor)
8. The Way You Make Me Feel (Michael Jackson, arr. Németh Miklós)
9. Ghostbusters (Ray Parker Jr., arr. Németh Miklós)
10. I'm Your Man (George Michael/Wham!, arr. Molnár Gábor)
11. Jesus He Knows Me (Genesis, arr. Németh Miklós)
12. Wake Me Up Before You Go-Go (George Michael/Wham!, arr. Németh Miklós)

### 2008Acappelland(LP, MDB Records)
1. Alane (Michael Sanchez/Wes Madiko, arr. Molnár Gábor)
2. Gimme Hope Jo'anna (Eddy Grant, arr. Németh Miklós)
3. Got My Mind Set On You (Rudy Clark/George Harrison, arr. Németh Miklós)
4. Fragile (Sting, arr. Németh Miklós)
5. Change The World (Eric Clapton/Babyface, arr. Németh Miklós)
6. La Belle Dame Sans Regrets (Sting/Dominic Miller, arr. Németh Miklós)
7. You Can Call Me Al (Paul Simon, arr. Németh Miklós)
8. You're My Best Friend (John Deacon, arr. Németh Miklós)
9. Blackbird (Paul McCartney, arr. Németh Miklós)
10. Jesus He Knows Me (Genesis, arr. Németh Miklós)
11. Ghostbusters (Ray Parker Jr., arr. Németh Miklós)
12. Szerelem, szerelem… [Love, love…] (Traditional/Miklós Németh)

### 2008Arany-óra(Kováts Kriszta & Fool Moon)
Zene: Szirtes Edina „Mókus”, Balladák: Arany János
1. Mátyás anyja
2. Vörös Rébék (Szörényi Levente, arr. Németh Miklós)
3. Árva fiú
4. Hídavatás
5. Éjféli párbaj
6. Zách Klára
7. Tetemre hívás
8. Népdal
9. A walesi bárdok
10. Ágnes asszony

### 20065election(Csak Taiwanban kiadott lemez)
1. Call Me Al (Paul Simon, arr. Németh Miklós)
2. You're My Best Friend (Queen, arr. Németh Miklós)
3. Change The World (Eric Clapton/Babyface, arr. Németh Miklós)
4. Fragile (Sting, arr. Németh Miklós)
5. Blackbird (The Beatles, arr. Németh Miklós)
6. La Belle Dame Sans Regrets (Sting, arr. Németh Miklós)
7. Gimme Hope Joanna (Eddy Grant, arr. Németh Miklós)
8. Vigyél el (Presser Gábor, arr. Németh Miklós)
9. Le Ragazze – live version (Neri per Caso)

### 2005Merry Christmas(SP)
1. Jingle Bells (Neri per Caso)
2. O Holy Night (*NSync)
3. Kis karácsony/Ó, gyönyörü szép (Trad., arr. Németh Miklós/Deák Máté)
4. God Rest Ye Merry Gentlemen (Neri per Caso)
5. Caroll Of The Bells (Trad., arr. Németh Miklós)
6. Pásztorok, pásztorok... (Trad., arr. Németh Miklós)

### 2003Vigyél el(Maxi)
1. Vigyél el (Radio Edit)
2. Vigyél el (Album version)
3. Vigyél el (Instrumental version)
4. Nem jön álom a szememre
5. Vigyél el (Karaoke version)

### 2003Csillagok…(Stars…)
1. Nem jön álom a szememre (TNT, arr. Németh Miklós)
2. Páratlan páros (AD-Stúdió, arr. Deák Máté)
3. Megtalállak még (Császár Előd, arr. Németh Miklós)
4. Keresem az utam (Ákos, arr. Deák Máté)
5. Egyedül (Bery-Váci Eszter, arr. Németh Miklós)
6. Bossanova – Lusta Dick búcsúja (Macskafogó, arr. Németh Miklós)
7. Vigyél el (Katona Klári, arr. Németh Miklós)
8. Feketén a hófehér (McCartney-Wonder, arr. Deák Máté)
9. Szükségem van rád (V.I.P., arr. Németh Miklós)
10. Valami Amerika (Bon-Bon, arr. Németh Miklós)
11. Nincs ősz, nincs tél (United, arr. Németh Miklós)
12. Ajándék (trad. – Fool Moon, arr. Németh Miklós/Deák Máté)